# Eumel (mitologia)
Eumel (en grec antic Εὔμηλος), va ser un heroi, fill d'Admet i d'Alcestis.
Va prendre part en la guerra de Troia al front dels tessalis, i segons el catàleg de les naus, va comandar onze vaixells. Va portar a Troia els cavalls que Apol·lo li havia confiat en altre temps, durant la servitud del déu a la cort d'Admet. Aquests cavalls eren objecte d'atencions divines, i li van valer la victòria en els Jocs Fúnebres en honor de Pàtrocle. Una altra versió diu que Eumel anava el primer a la cursa, però Atena el va fer caure i arribà l'últim. Aquil·les, en veure que havia corregut molt bé, volia donar-li el segon premi, però a la fi li donà l'armadura de l'heroi Asteropeu.